# Clement L. Markert

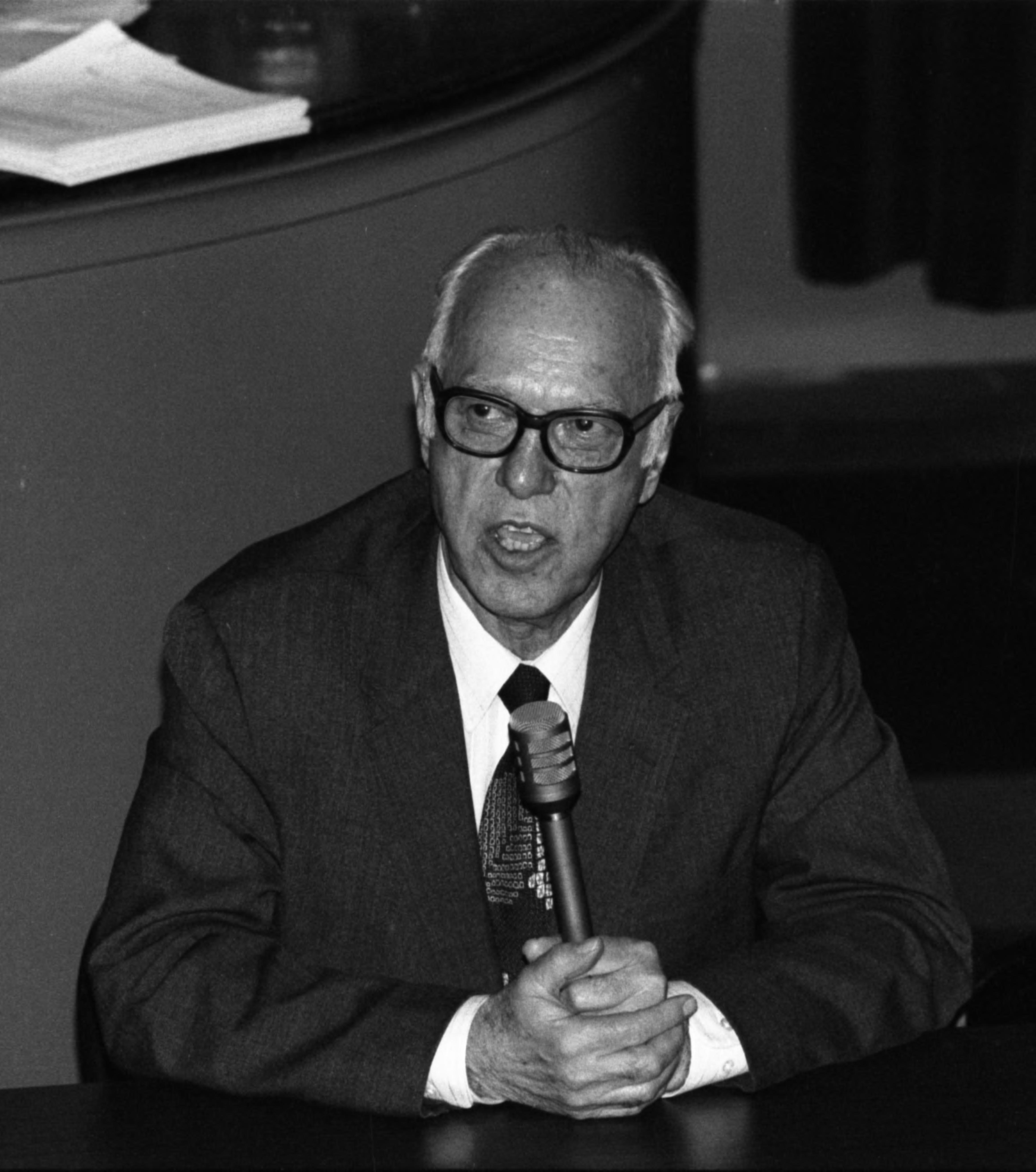
Clement L. Markert (1991)

Clement Lawrence Markert (* 11. April 1917 in Las Animas, Colorado; † 1. Oktober 1999 in Colorado Springs, Colorado) war ein US-amerikanischer Entwicklungsbiologe und Biochemiker.

## Leben und Wirken
Clement Markert wuchs in der Nähe von Pueblo, Colorado, auf. Als Sozialist und Antifaschist kämpfte er 1938 im Spanischen Bürgerkrieg als Mitglied des Lincoln-Bataillons auf der Seite der Republik. Nach eigenen Angaben war er einer der wenigen Überlebenden seiner Einheit.
Er erwarb 1940 an der University of Colorado Boulder einen Bachelor (summa cum laude) und 1942 an der University of California, Los Angeles einen Master.
Am Zweiten Weltkrieg durfte er aufgrund seiner Vergangenheit im Spanischen Bürgerkrieg nicht als Soldat teilnehmen. Stattdessen diente er in der United States Merchant Marine als Funkoffizier im Rang eines Warrant Officer auf einem Versorgungsschiff im Pazifikraum.
Nach dem Krieg ging er an die Johns Hopkins University, wo er 1948 bei Benjamin Harrison Willier mit der Arbeit (The effects of thyroxine and antithyroid compounds on the synthesis of pigment granules in chick melanoblasts cultured in vitro) einen Ph.D. erwarb. Als Postdoktorand arbeitete er zwischen 1948 und 1950 bei George Wells Beadle am California Institute of Technology. Eine erste akademische Position (Assistant Professor) hatte er ab 1950 an der University of Michigan inne.
Die University of Michigan suspendierte ihn 1954 während der McCarthy-Ära zweimal, weil er sich weigerte, vor einem Unterkomitee des Komitees für unamerikanische Umtriebe auszusagen. Später wurde Markert rehabilitiert. Markert blieb sozial engagiert und setzte sich zum Beispiel für Frauen im akademischen Betrieb, für eine Kontrolle des Bevölkerungswachstums („Zero Population Growth“) und gegen die Beteiligung der Vereinigten Staaten am Vietnamkrieg ein.
Von 1957 bis 1965 war er mit einer ordentlichen Professur an der Johns Hopkins University und von 1965 bis 1986 an der Yale University, bis 1971 als Leiter (Chair) der Abteilung für Biologie. Nach seiner Emeritierung in Yale 1986 war er an der North Carolina State University bis kurz vor seinem Tod weiter wissenschaftlich tätig. Laut Datenbank Scopus, die Zitationen überwiegend erst aus der Zeit nach den 1970er Jahren erfasst, hat Markert einen h-Index von 29 (Stand Juli 2022).
Clement Markert ist für seine Arbeiten zu Isoenzymen bekannt und er prägte 1959 gemeinsam mit Freddy Møller diesen Begriff. Er untersuchte Struktur, Funktion und Genetik der Isoenzyme der Esterase und von LDH. Weiter konnte Markert zeigen, dass sich das Muster der Isoenzyme eines Gewebes während der Ontogenese verändert und dass dieses Muster als Abbild einer Evolution dienen kann. Er begriff die Entstehung von Krebs als gestörte Zellentwicklung. Yoshio Masui konnte während eines Sabbaticals in Markerts Arbeitsgruppe wesentliche Beiträge zur Aufklärung der zur Reifung von Frosch-Eizellen leisten. Späte Arbeiten Markerts befassten sich mit der frühen Entwicklungsbiologie von Säugetieren. Hierzu manipulierte er den Zellkern befruchteter Maus-Eizellen.
Markert war seit 1940 mit Margaret Rempfer († 2000) verheiratet. Das Paar hatte drei Kinder.

## Auszeichnungen (Auswahl)
- 1955 Fellow der American Association for the Advancement of Science
- 1962 Mitglied der American Academy of Arts and Sciences[2]
- 1963 Präsident der Society for Developmental Biology[3]
- 1966 Präsident der American Society of Zoologists
- 1967 Mitglied der National Academy of Sciences[4]
- 1974 Mitglied des Institute of Medicine (heute National Academy of Medicine)[5]
- 1999 Edwin G. Conklin Medal[3]